# 大旺新洋
大旺新洋株式会社（だいおうしんよう、英文商号：DAIOH SHINYO CO.,LTD.）は、高知県に本社を置く建設会社。建設事業のほか環境事業にも力を入れている。2009年6月に大旺建設から商号を変更している。

## 概要
- 許可登録等
  - 建設業者許可：国土交通大臣（特-28）第22063号（平成29年2月）
  - 一級建築士事務所登録：高知県知事　第131号（平成28年11月）東京都知事　第53950号（平成29年10月）
  - 宅地建物取引業免許：国土交通大臣（03）第7618号（平成29年11月）
  - 建設コンサルタント登録：建31第9254号（平成31年1月）
  - 測量業者登録：第（3）-31261号（平成29年11月）

## 沿革
- 1951年 -「柳生産業株式会社」を創立。
- 1952年 -「高知港湾株式会社」を創立。「柳生産業」から「柳生建設」へ社名変更。
- 1953年 - 宇佐漁港改修工事。
- 1956年 - 高知県、笹ヶ谷林道工事16kmを完工。
- 1965年 - 高知港湾株式会社が「司建設株式会社」に商号変更、陸上土木、港湾土木事業に加え、建築部を新設。
- 1968年 - 高知駅前の桂旅館を受注。高知県仁淀川大橋完成（四国初となるニューマチックケーソン基礎）。
- 1972年 - 高知県、横浪道路の宇佐大橋、導流提を完工。
- 1973年 - 「柳生司建設」として合併発足。社内募集により「大旺建設株式会社」に商号変更。全国区を目指し、中央自動車道、沖縄訓練飛行場などを受注。
- 1974年 - 第15龍王丸を建造、船舶事業の本格展開を開始。
- 1982年 - 富士山源頭部工事に着手（現在も施工継続中）、本四公団 番の州臨海工業団地 下部工を完工。
- 1985年 - 東京本社・高知本社に組織変更。
- 1986年 - 関西国際空港工事に着手。
- 1989年 - 業界に先駆け、女性建設技術者を新たに採用。
- 1996年 - 蒲原沢土石流が発生し、工事現場が被災。当社作業員3名を含む、14名が土石流に巻き込まれた。
- 1997年 - 多田建設（1997年会社更生法申請）の支援を開始。
- 1998年 - 中筋川ダムが完成。国民宿舎足摺テルメを竣工。全社にてISO9001を取得。
- 2002年 - 全社にてISO14001を取得。
- 2003年 - 青森県大豆田発電所を完工。
- 2004年 - 関連会社の旺栄開発工業株式会社を吸収合併し、環境エンジニアリング事業本部（フロン分解等の事業）を設立。
- 2005年 - 支援先企業の多田建設社員により会社更生法適用が申請される。
- 2005年 - 8月30日 大旺建設株式会社、日揮株式会社、丸紅株式会社により、中国浙江省衢州市の浙江巨化股有限公司（以下 巨化公司）と世界最大規模のフロン分解によるCDM事業契約を締結。当社のフロン分解装置で、CO2換算が世界最大の総量4,000万トンのフロン分解を開始。
- 2006年 - 高知県葉山風力発電所を完工。
- 2007年 - フロンガス分解技術開発とCDM事業により、土木学会賞環境賞受賞。
- 2007年 - 7月1日をもって会社分割を行い、従来の「大旺建設株式会社」から、土木事業、建築事業、風力発電事業、環境エンジニアリング事業等を新会社である「大旺建設株式会社」へ承継。
- 2009年 - 6月1日　関連会社の「新洋共英株式会社」と合併、商号を「大旺新洋株式会社」に変更。両者の事業を継続運営。
- 2015年 - グラブ浚渫船「第十五龍正丸」完成。
- 2019年 - 高知市仁井田に津波避難ビルを兼ねた新社屋が完成。

## 民事再生以降
私的再生計画確定前は、自民党衆議院議員の中谷元の親族が経営していた。しかし、従来より多額の債務を抱えて財務内容は弱く、強みを見せた官公庁工事の落ち込みに伴って低採算の運営を強いられていた。また多田建設（1997年に会社更生法申請）の支援を巡って同社と対立した。
2006年8月7日、メインバンクの四国銀行が中心となって、整理回収機構のスキームを使った再生計画に着手するとともに、四国銀行から当社へ役員を派遣。同年10月11日にはグループ会社で土佐山田ゴルフ倶楽部を運営していた「土佐山田観光開発」及び造船会社の「大旺造機」が民事再生手続を申請（両社合計の負債額は約200億円）した。
2007年3月19日、私的再生計画が確定し、入交グループ本社等が出資する新会社（新商号：大旺建設）へ当社事業及び従業員（約400名）、金融債務22億円を移管、グループ34社の内22社を分離してグループ規模を縮小。残された金融債務104億円は「旧大旺建設株式会社」に残した上で、遊休資産の売却や関連会社の売却等で返済を進め、「旧大旺建設株式会社」は最終的に清算することが決定。
2007年7月1日付で旧大旺建設から新・大旺建設へ吸収分割により事業部門のみを移し、旧大旺建設株式会社は資産・負債を残した上で「大旺管財株式会社」へと商号を変更。
2009年に関連会社の「新洋共英」と合併し「大旺新洋」としてからは、強みである港湾土木を生かして業績を回復、合併前と比較して財務状況は改善され、バランスの取れた成長を目指している。

## 健康経営への取組み
「ワークライフバランスのとれた“命”と“健康”を守る会社」という経営目標を立て、健康経営に取り組んでいる。
2020年現在、健康経営優良法人・大規模法人部門「ホワイト500」に3年連続で認定されている。

## 主な施工物件
※（）内は発注機関名。
- 土木工事
  - 四国横断自動車道新宮インターチェンジ（日本道路公団）
  - 中筋川ダム（四国地方建設局）
  - 原町改良（関東地方建設局）
  - 東名阪自動車道引山南工事（日本道路公団）
  - 首都圏中央連絡自動車道
  - 近畿自動車道今池高架橋（日本道路公団）
  - 高見橋（オーバーブリッジ）撤去工事
- 港湾工事
  - 高知新港（第三港湾建設局）
  - 関西港島護岸嵩上工事（関西国際空港用地造成株式会社）
- 建築工事
  - 全国農業協同組合連合会高知県本部
  - 朝日生命須崎営業所
  - 高知さんさんテレビ
  - ミロク機械ツール工場
  - 高知県警察本部庁舎
  - 高知地方法務局伊野出張所
  - 中間市役所庁舎
  - 高知東郵便局
  - 高知信用金庫耐震電算センター
  - 高知工科大学
  - 四国職業能力開発大学校附属高知職業能力開発短期大学校
  - 広島県立保健福祉短期大学
  - アンパンマンミュージアム香美市立やなせたかし記念館
  - 高知県立美術館
  - 高知県立坂本龍馬記念館
  - 高知市立龍馬の生まれたまち記念館 - 2004年、公共建築賞優秀賞ほか受賞
  - 山鹿グランドホテル
  - 高知新阪急ホテル
  - 伊野簡保保養センター
  - 国民宿舎足摺テルメ
  - オーベルジュ土佐山
  - 共栄会館結婚式場
  - 青葉台教会
  - シオンキリスト教会
- 風力発電
  - 能生海洋公園風力発電施設
  - 土佐山田風力発電所
  - 農業水利施設
  - 山茶花高原風力発電所（2号機）
  - 徳合風力発電施設
  - マリンパーク御前崎風力発電所
  - 山茶花高原風力発電所（3号機）
  - 太陽の里・中種子中央運動公園風力発電所
  - 大豆田風力発電所
  - 甫喜ヶ峰風力発電所
  - 番屋風力発電所
  - 御前崎港風力発電所
  - 名古屋港風力発電施設
  - 伊方風力発電所
  - 葉山風力発電所
  - テトラエナジーひびき風力発電所

### 注
1. ↑  2005年12月に多田建設の全株式をリーマン・ブラザーズ及びアセット・マネージャーズに譲渡。